# 1608 Muñoz
1608 Muñoz eller 1951 RZ är en asteroid i huvudbältet som upptäcktes den 1 september 1951 av den argentinske astronomen Miguel Itzigsohn vid La Plata observatoriet. Den har fått sitt namn efter astronomen F. A. Muñoz.
Asteroiden har en diameter på ungefär 6 kilometer och den tillhör asteroidgruppen Flora.